# Hobson-Jobson
Hobson-Jobson bezeichnet ein Wörterbuch und lexikalisches Nachschlagewerk aus dem Jahr 1886 für anglo-indische Begriffe und Wörter der Frühneuzeit und Kolonialzeit.
1903 wurde das Werk von William Crooke unter leicht verändertem Titel mit Korrekturen, Erweiterungen, zusätzlichen Zitaten und einem Register neu herausgegeben. In dieser Fassung wird es bis heute nachgedruckt und war seither nie vergriffen.
Es wird in Indien, wie auch weltweit zitiert: Autoren wie Amitav Ghosh (* 1956), Daljit Nagra (* 1966), Tom Stoppard (* 1937) oder Salman Rushdie (* 1947) beziehen sich in ihren Werken auf die Angaben des Hobson-Jobson.

## Ursprung und Name
Ursprünglich seit 1872 aus einem Briefwechsel des pensionierten Kolonialbeamten und Orientalisten Henry Yule mit dem in Südindien tätigen Richter und Sanskritisten Arthur Coke Burnell hervorgegangen, gewann das Werk rasch an Umfang und erhielt aus Marketinggründen seinen schlagkräftigen, unverwechselbaren Titel. Dieser stellt eine Verballhornung des Klagerufs dar, den schiitische Gläubige beim Muharramfest zu Ehren ihrer Imame und Märtyrer Hassan und Hussein ausriefen: "Ya Hasan! Ya Hosain!" und der von britischen Soldaten als "Hobson-Jobson" verstanden wurde – ein typisches Beispiel für die bisweilen bis zur Unkenntlichkeit entstellende Übernahme fremdsprachiger Begriffe in andere Sprachen (in der Linguistik daher gelegentlich als "Law of Hobson-Jobson" bezeichnet).

## Aufbau der Stichwörter
Die über 2.000 Artikel liefern neben der Angabe zur Wortart die Ursprungssprache, aus der das Lemma (Stichwort) stammt, die ursprüngliche Schreibung (in kursiver lateinischer Umschrift), eine Wortbeschreibung (in einfachen Anführungszeichen), lautliche Parallelen in anderen Sprachen mit etymologischer Herleitung, Hinweise auf die Alltagsverwendung (oft in anekdotischer Breite), Zitate und Quellen in zeitlicher Reihenfolge sowie in der Originalschreibweise, ferner Verweise auf verwandte und weiterführende Artikel.

## Bedeutung
Die Kennerschaft der beiden Autoren Yule und Burnell wurde niemals bestritten. Durch seine außergewöhnliche räumliche und zeitliche Spannbreite – das Werk umfasst ganz Indien vom Norden bis zum Süden, umspannt den Zeitraum von der Antike bis zum Jahr 1903 und zitiert die historischen Originalbelege in mehr als zwei Dutzend, zum Teil ausgestorbenen, indoeuropäischen und asiatischen Sprachen – wurde der Hobson-Jobson rasch selbst zu einem Archiv vergangener Sprachzustände und einer wichtigen Informationsquelle über frühere Einstellungen und Sachverhalte, vor allem auf dem Gebiet der inzwischen teilweise völlig veränderten oder ausgestorbenen materiellen Kultur (Sachkultur: Textilien, Schifffahrt, Genussmittel, Nahrung, Waffen, Kleidung).
Als Dokument einer Kulturbegegnung ist der Hobson-Jobson für Indologen und Asienwissenschaftler ein Muss. Wegen seiner zahlreichen anekdotischen Einschübe gilt er darüber hinaus als Inspirationsquelle für die Literaturen Indiens und Englands.

## Zitate
- "Ein verrücktes, ungebärdiges Werk von ganz eigenem Charakter"; Daljit Nagra[10]
- "Das legendäre Wörterbuch Britisch-Indiens"; Salman Rushdie[11]

## Kritik
- "Der Schriftsteller Amitav Ghosh ist sich … sicher, dass er Yule und Burnell nicht hätte begegnen wollen: 'Nein, auf keinen Fall', meinte er, 'ich mag das Buch, aber es ist vollkommen von der Idee der Rassentrennung beherrscht. Ich wollte niemals Gast auf einer ihrer Dinnerpartys gewesen sein.' "[12]